# Charles de Barbeyrac
Pour les articles homonymes, voir Barbeyrac.
Charles de Barbeyrac ou Charles Barbeyrac, né à Céreste, en Provence, en 1629 et mort à Montpellier en 1699, est un médecin français.

## Biographie
Issu d'une famille calviniste du Luberon, à l'époque où la France est régie par l'édit de Nantes (1598-1685), il est l'oncle du juriste Jean Barbeyrac (1674-1744).
Il fait des études de médecine à l'université de Montpellier et obtient son doctorat en 1649.
Étant protestant, il ne peut pas occuper de chaire de professeur à Montpellier, malgré sa grande réputation qui lui vaut de devenir médecin du cardinal-évêque Emmanuel-Théodose de la Tour d'Auvergne (1643-1715), dit « le cardinal de Bouillon ».
Proche des idées du médecin anglais Thomas Sydenham (1624-1689), il fait la connaissance de John Locke (1633-1704), lui-même médecin, lors de son séjour d'un an à Montpellier (1676-1677).
À partir de 1683, Barbeyrac participe à la formation de Pierre Chirac (1657-1732), nommé premier médecin de Louis XV en 1730.
En 1685, l'édit de Nantes est révoqué par Louis XIV. La famille de Jean Barbeyrac quitte la France pour éviter les persécutions.

## Publications
- Traités nouveaux de médecine, contenans les maladies de la poitrine, les maladies des femmes, & quelques autres maladies particulières : selon les nouvelles opinions, Paris, Jean Certe, 1684.

Deux autres textes imprimés sous son nom ne sont pas de lui.